# Adrian Elrick
Adrian Elrick est un footballeur néo-zélandais, né le 29 septembre 1949 à Aberdeen au Royaume-Uni. Il évolue au poste de défenseur de la fin des années 1960 au milieu des années 1980.
Il effectue toute sa carrière au North Shore United AFC avec qui il remporte le championnat de Nouvelle-Zélande en 1977 et la Coupe de Nouvelle-Zélande en 1979. Il compte 53 sélections pour un but marqué en équipe de Nouvelle-Zélande et dispute la Coupe du monde 1982 avec la sélection néo-zélandaise.

## Biographie
Adrian Elrick naît le 29 septembre 1949 à Aberdeen au Royaume-Uni et rejoint très jeune la Nouvelle-Zélande. Il commence sa carrière de footballeur en 1968, au North Shore United AFC, club à qui il reste fidèle jusqu'à sa retraite de joueur. Avec son équipe, il est finaliste de la Coupe de Nouvelle-Zélande en 1973 et vice-champion de Nouvelle-Zélande en 1975. La même saison, il fait ses débuts internationaux le 26 juillet 1975 face à la Chine, les Néo-Zélandais s'imposent sur le score de deux buts à zéro. Avec son club, il remporte le championnat de Nouvelle-Zélande en 1977 et termine deuxième en 1982 et 1983 et remporte la Coupe en 1979.
Sélectionné pour la Coupe du monde 1982, il dispute les trois rencontres au poste de libéro face à l’Écosse, l'URSS et le Brésil où il récupère en fin de match le maillot de Zico. Il dispute sa dernière rencontre internationale le 24 avril 1984 face au Bahreïn, rencontre qui se termine sur une défaite un but à zéro. Il arrête sa carrière en fin de saison 1985.

## Palmarès
- Champion de Nouvelle-Zélande en 1977 avec North Shore United AFC.
- Vice-champion de Nouvelle-Zélande en 1975, 1982  et 1983
- Vainqueur de la Coupe de Nouvelle-Zélande en 1979 avec North Shore United AFC.
- Finaliste de la Coupe de Nouvelle-Zélande en 1973 avec  North Shore United AFC.
- Vainqueur du tournoi Air New Zealand en 1979 avec  North Shore United AFC.

- 53 sélections pour un but inscrit avec la Nouvelle-Zélande